# Stacy Lattisaw
Stacy Lattisaw Jackson (* 25. November 1966 in Washington, D.C.) ist eine amerikanische Pop-, R&B-, Soul- und Disco-Sängerin. Ihr größter Hit ist das Lied Jump to the Beat aus dem Jahr 1980.

## Biografie
Lattisaw sang bereits im Alter von fünf Jahren mit ihrer Mutter Sandra im Duett. In der Highschool war sie Mitglied einer Gruppe, in der Marvin Gaye das Klavier spielte. Bereits mit elf Jahren wurde sie professionelle Sängerin und trat auf Modenschauen auf. Weitere Bekanntheit erlangte Lattisaw durch einen Auftritt im Vorprogramm von Ramsey Lewis, bei dem sie fünf Lieder darbot. Mit zwölf Jahren nahm sie ihre erste LP auf, die von Van McCoy produziert wurde. Das Album Young and in Love erschien 1979 bei Cotillion Records. Die Discoversion des darauf enthaltenen Liedes When You’re Young and in Love, von dem auf der Platte außerdem eine Balladenfassung enthalten ist, wurde ein Achtungserfolg und erreichte Platz 91 der Billboard R&B Singles.
1980 gelang der internationale Durchbruch, als die Single Jump to the Beat / Dynamite Platz 1 der Dance Music/Club Play Singles erklomm. In den britischen Charts stieg das Lied Jump to the Beat auf Platz 3, in Deutschland blieb es auf Platz 38 der einzige Charterfolg. Let Me Be Your Angel, die zweite Single vom gleichnamigen Album, platzierte sich auf Position 21 der Billboard Hot 100. Der Track Dynamite, der zuvor bereits Platz 8 der US-R&B-Charts erreichte, kam als dritte Auskopplung auf Platz 51 im Vereinigten Königreich. Auf Platz 44 der Billboard 200 wurde Let Me Be Your Angel das erfolgreichste Album Lattisaws.
Bis 1985 erschienen weitere, von Narada Michael Walden produzierte Alben bei Cotillion, darunter auch Perfect Combination, einer Sammlung von Duetten mit Johnny Gill, der als Mitglied von New Edition bekannt wurde. Vier Singles platzierten sich zwischen 1981 und 1984 auf unteren Plätzen der US-Single-Charts. 1986 wechselte Lattisaw zu Motown, wo bis 1989 drei weitere Alben erschienen. Lediglich die Singles Nail It to the Wall und Jump into My Life erreichten Chartränge in England bzw. den Vereinigten Staaten. Mit dem Lied Longshot aus dem Album Take Me All the Way gewann Lattisaw 1986 das World Popular Song Festival in Tokyo.
Ihr letzter Hit Where Do We Go from Here, ein Duett mit Johnny Gill, war 1990 ein Platz eins in den R&B-Charts, verpasste aber den Sprung in die Pop-Hitlisten.
Aufgrund des nachlassenden Erfolgs beendete Lattisaw ihre Gesangskarriere Anfang der 1990er Jahre und zog sich ins Privatleben zurück, um sich um ihre Familie zu kümmern. Sie tritt seitdem nur noch gelegentlich auf.
2010 war Lattisaw Thema der Doku-Reihe Unsung auf dem afroamerikanischen TV-Sender TV One. Die Reihe widmet sich R&B-Stars, die weniger Aufmerksamkeit als andere erhielten. Ein Jahr später veröffentlichte sie ihre Autobiografie I Am Not the Same Girl: Renewed.

## Diskografie

### Alben
| Jahr | Titel                          | Höchstplatzierung, Gesamtwochen, AuszeichnungChartplatzierungen (Jahr, Titel, Platzierungen, Wochen, Auszeichnungen, Anmerkungen) | Höchstplatzierung, Gesamtwochen, AuszeichnungChartplatzierungen (Jahr, Titel, Platzierungen, Wochen, Auszeichnungen, Anmerkungen) | Höchstplatzierung, Gesamtwochen, AuszeichnungChartplatzierungen (Jahr, Titel, Platzierungen, Wochen, Auszeichnungen, Anmerkungen) | Höchstplatzierung, Gesamtwochen, AuszeichnungChartplatzierungen (Jahr, Titel, Platzierungen, Wochen, Auszeichnungen, Anmerkungen) | Anmerkungen |
| Jahr | Titel                          | DE | UK | US | R&B | Anmerkungen |
| ---- | ------------------------------ | --- | --- | --- | --- | --- |
| 1980 | Let Me Be Your Angel Cotillion | — | — | US44 (28 Wo.)US | R&B9 (35 Wo.)R&B | Erstveröffentlichung: 21. Juni 1980 Produzent: Bunny Hull, Narada Michael Walden                                              |
| 1981 | With You Cotillion             | — | — | US46 (15 Wo.)US | R&B8 (18 Wo.)R&B | Erstveröffentlichung: 2. April 1981 Produzent: Narada Michael Walden                                                          |
| 1982 | Sneakin’ Out Cotillion         | — | — | US55 (16 Wo.)US | R&B11 (23 Wo.)R&B | Erstveröffentlichung: 1. Februar 1982 Produzent: Narada Michael Walden Perkussion: Sheila E.                                  |
| 1983 | Sixteen Cotillion              | — | — | US160 (8 Wo.)US | R&B26 (16 Wo.)R&B | Erstveröffentlichung: 15. Oktober 1983 Produzent: Narada Michael Walden                                                       |
| 1984 | Perfect Combination Cotillion  | — | — | US139 (8 Wo.)US | R&B27 (25 Wo.)R&B | Erstveröffentlichung: 12. Februar 1984 mit Johnny Gill Produzent: Narada Michael Walden Aufnahme: The Automatt, San Francisco |
| 1987 | Take Me All the Way Motown     | — | — | US131 (22 Wo.)US | R&B36 (26 Wo.)R&B | Erstveröffentlichung: September 1986 Produzenten: Steve Barri, Tony Peluso                                                    |
| 1988 | Personal Attention Motown      | — | — | US153 (10 Wo.)US | R&B24 (28 Wo.)R&B | Erstveröffentlichung: Februar 1988 Produzenten: Brownmark, Ron Kersey, Vincent Brantley, Lou Pace, Aaron Zigman, Jerry Knight |
| 1989 | What You Need Motown           | — | — | — | R&B16 (30 Wo.)R&B | Erstveröffentlichung: 17. Oktober 1989 Executive Producer: Timmy Regisford                                                    |

Weitere Alben
- 1979: Young and in Love (Cotillion; VÖ: 2. August)
- 1985: I’m Not the Same Girl (Cotillion)
- 1998: The Very Best of Stacy Lattisaw (Kompilation; Rhino)

### Singles
| Jahr | Titel Album                                     | Höchstplatzierung, Gesamtwochen, AuszeichnungChartplatzierungen (Jahr, Titel, Album, Platzierungen, Wochen, Auszeichnungen, Anmerkungen) | Höchstplatzierung, Gesamtwochen, AuszeichnungChartplatzierungen (Jahr, Titel, Album, Platzierungen, Wochen, Auszeichnungen, Anmerkungen) | Höchstplatzierung, Gesamtwochen, AuszeichnungChartplatzierungen (Jahr, Titel, Album, Platzierungen, Wochen, Auszeichnungen, Anmerkungen) | Höchstplatzierung, Gesamtwochen, AuszeichnungChartplatzierungen (Jahr, Titel, Album, Platzierungen, Wochen, Auszeichnungen, Anmerkungen) | Höchstplatzierung, Gesamtwochen, AuszeichnungChartplatzierungen (Jahr, Titel, Album, Platzierungen, Wochen, Auszeichnungen, Anmerkungen) | Anmerkungen | [↑]: gemeinsam behandelt mit vorhergehendem Eintrag; [←]: in beiden Charts platziert |
| Jahr | Titel Album                                     | DE | UK | US | R&B | Dance | Anmerkungen |                                                                                      |
| ---- | ----------------------------------------------- | --- | --- | --- | --- | --- | --- | ------------------------------------------------------------------------------------ |
| 1979 | When You’re Young and in Love Young and in Love | — | — | — | R&B91 (4 Wo.)R&B | — | Erstveröffentlichung: Mai 1979 Autor: Van McCoy |                                                                                      |
| 1980 | Dynamite! Let Me Be Your Angel                  | — | UK51 (3 Wo.)UK | — | R&B8 (20 Wo.)R&B | Dance1 (20 Wo.)Dance | Erstveröffentlichung: Mai 1980 Autoren: Bunny Hull, Narada Michael Walden                                                                                |                                                                                      |
| 1980 | Jump to the Beat Let Me Be Your Angel           | DE38 (15 Wo.)DE | UK3 (11 Wo.)UK | — | —[Dance: ↑] | Dance1 (20 Wo.)Dance | Erstveröffentlichung: Juni 1980 Autoren: Lisa Walden, Narada Michael Walden                                                                              |                                                                                      |
| 1980 | Let Me Be Your Angel                            | — | — | US21 (24 Wo.)US | R&B8 (20 Wo.)R&B | — | Erstveröffentlichung: Juli 1980 Autoren: Bunny Hull, Narada Michael Walden                                                                               |                                                                                      |
| 1981 | Love on a Two Way Street With You               | — | — | US26 (17 Wo.)US | R&B2 (18 Wo.)R&B | — | Erstveröffentlichung: Juni 1981 Autoren: Bert Keyes, Sylvia Robinson Original: Lezli Valentine, 1968                                                     |                                                                                      |
| 1981 | It Was So Easy With You                         | — | — | — | R&B61 (5 Wo.)R&B | — | Erstveröffentlichung: September 1981 Autoren: Bobby Thomas, Julie Reeder, Robert Reeder                                                                  |                                                                                      |
| 1981 | Feel My Love Tonight With You                   | — | — | — | R&B71 (4 Wo.)R&B | Dance36 (8 Wo.)Dance | Erstveröffentlichung: Oktober 1981 Autoren: Allee Willis, Andre Knox, Charles Chapman, Narada Michael Walden, Wayne Wallace, Frank Martin, Randy Jackson |                                                                                      |
| 1981 | Spotlight With You                              | — | — | — | —[Dance: ↑] | Dance36 (8 Wo.)Dance | als Albumtrack in den Dancecharts platziert Autoren: Alan Glass, Preston Glass                                                                           |                                                                                      |
| 1982 | Don’t Throw It All Away Sneakin’ Out            | — | — | — | R&B9 (16 Wo.)R&B | — | Erstveröffentlichung: 9. Juli 1982 Autoren: David Richard Mindel, Gary Benson                                                                            |                                                                                      |
| 1982 | Attack of the Name Game Sneakin’ Out            | — | — | US70 (6 Wo.)US | R&B14 (30 Wo.)R&B | — | Erstveröffentlichung: Oktober 1982 Autoren: Jeffrey Cohen, Narada Michael Walden                                                                         |                                                                                      |
| 1982 | Hey There Lonely Boy Sneakin’ Out               | — | — | — | R&B71 (8 Wo.)R&B | — | Erstveröffentlichung: Dezember 1982 Autoren: Earl Shuman, Leon Carr                                                                                      |                                                                                      |
| 1983 | Miracles Sixteen                                | — | — | US40 (16 Wo.)US | R&B13 (17 Wo.)R&B | — | Erstveröffentlichung: August 1983 Autoren: Frank Wildhorn, Gary Benson                                                                                   |                                                                                      |
| 1983 | Million Dollar Babe Sixteen                     | — | — | — | R&B52 (12 Wo.)R&B | — | Erstveröffentlichung: Oktober 1983 Autoren: Carla Vaughn, Preston Glass                                                                                  |                                                                                      |
| 1984 | Perfect Combination                             | — | — | US75 (9 Wo.)US | R&B10 (15 Wo.)R&B | — | Erstveröffentlichung: Februar 1984 mit Johnny Gill Autoren: Preston Glass, Narada Michael Walden                                                         |                                                                                      |
| 1984 | Baby It’s You Perfect Combination               | — | — | — | R&B37 (10 Wo.)R&B | — | Erstveröffentlichung: Mai 1984 mit Johnny Gill Autoren: Barney Williams, Burt Bacharach, Mack David                                                      |                                                                                      |
| 1984 | Block Party Perfect Combination                 | — | — | — | R&B63 (7 Wo.)R&B | Dance48 (5 Wo.)Dance | Erstveröffentlichung: Juli 1984 mit Johnny Gill Autoren: Narada Michael Walden, Preston Glass                                                            |                                                                                      |
| 1985 | I’m Not the Same Girl                           | — | — | — | R&B52 (9 Wo.)R&B | — | Erstveröffentlichung: Juli 1985 Autoren: Michael Masser, Randy Goodrum                                                                                   |                                                                                      |
| 1986 | Nail It to the Wall Take Me All the Way         | — | UK76 (2 Wo.)UK | US48 (13 Wo.)US | R&B4 (18 Wo.)R&B | Dance2 (12 Wo.)Dance | Erstveröffentlichung: September 1986 Autoren: Arnie Roman, Stephen Broughton Lunt                                                                        |                                                                                      |
| 1987 | Jump into My Life Take Me All the Way           | — | UK79 (2 Wo.)UK | — | R&B13 (12 Wo.)R&B | Dance3 (10 Wo.)Dance | Erstveröffentlichung: Januar 1987 Autoren: Kashif, Paul Gurvitz                                                                                          |                                                                                      |
| 1988 | Every Drop of Your Love Personal Attention      | — | — | — | R&B8 (16 Wo.)R&B | — | Erstveröffentlichung: November 1987 Autoren: Alex Brown, Ron Kersey                                                                                      |                                                                                      |
| 1988 | Let Me Take You Down Personal Attention         | — | — | — | R&B11 (14 Wo.)R&B | — | Erstveröffentlichung: April 1988 Autoren: Lou Pace, The Blitze                                                                                           |                                                                                      |
| 1988 | Call Me Personal Attention                      | — | — | — | R&B80 (5 Wo.)R&B | — | Erstveröffentlichung: Oktober 1988 Rap: Reginald White Autoren: Lou Pace, The Blitze                                                                     |                                                                                      |
| 1989 | What You Need                                   | — | — | — | R&B30 (13 Wo.)R&B | — | Erstveröffentlichung: September 1989 Autoren: Gordon Williams, Niki Richards                                                                             |                                                                                      |
| 1989 | Where Do We Go from Here What You Need          | — | — | — | R&B1 (18 Wo.)R&B | — | Erstveröffentlichung: Dezember 1989 mit Johnny Gill Autoren: Alex Brown, Ron Kersey                                                                      |                                                                                      |

Weitere Singles
- 1981: Baby I Love You
- 1981: Screamin’ Off the Top
- 1982: Sneakin’ Out
- 1982: Tonight I’m Gonna Make You Mine
- 1983: 16
- 1985: He’s Just Not You
- 1989: Dance for You
- 1990: I Don’t Have the Heart